# Línea 28 (Buenos Aires)
La línea 28 es una línea de colectivos del Área Metropolitana de Buenos Aires operada por Grupo DOTA. Une los barrios porteños de Retiro, Nueva Pompeya, Liniers, Belgrano, Núñez y Ciudad Universitaria, con los puentes Alsina y La Noria y con el Barrio José Hernández cruzando la Avenida General Paz y uniendo la Capital Federal con las localidades de Villa Celina, Tapiales, Valentín Alsina, Villa Fiorito e Ingeniero Budge, en los Partidos de La Matanza, Lanús y Lomas de Zamora.Es considerada el emblema del Grupo Dota y una de las líneas más grandes e importantes del Área Metropolitana de Buenos Aires, junto con la línea 8.

## Historia
La línea 28 en un principio se le conoció como línea 208 (número que le da el nombre a la empresa). Existe desde 1955 y era atendida por 51 autobuses. El recorrido original iba desde la Estación Constitución hasta el Puente Alsina, cuando luego se les otorga el recorrido de la antigua línea de ómnibus 114, que unía dicho puente con la Estación Rivadavia del Ferrocarril Mitre. Ambos recorridos se fusionan, cubriendo un casi semicírculo que rodeaba el oeste de la ciudad. Años después, lograría extender sus ramales hasta la Estación Retiro por el este y hasta la Ciudad Universitaria por el oeste, completando 3/4 de la circunferencia virtual externa de la ciudad, dividiéndose operativamente en el corredor Retiro-Puente Alsina-Puente La Noria, por el sur de la ciudad, y en el corredor Puente Alsina-Liniers-Ciudad Universitaria por la Av. General Paz.
El éxito de la línea se dio por su amplia gama de ramales, y la instauración de servicios rápidos por la avenida General Paz. Este crecimiento se agudizó en la década de los 90 al subsidiarse el transporte público y a la adquisición de empresas menores, colocándola como la mayor empresa de transporte urbano del país.

## Recorridos
Existen dos servicios en los recorridos de esta línea.

### Servicio común
- A: Retiro - Puente La Noria

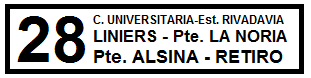
Cartelera del servicio Común

- B: Retiro - Liniers (Por Cnel Roca/Rabanal)
- C: Retiro - La Salada / Barrio José Hernández (Por Fiorito)
- D: Puente Alsina / Pompeya - Estación Rivadavia (x Puente La Noria)
- E: Liniers - Ciudad Universitaria
- F: Puente La Noria - Ciudad Universitaria
- G: Puente La Noria - Estación Liniers

### Servicios SemiRÁPIDO y RÁPIDO

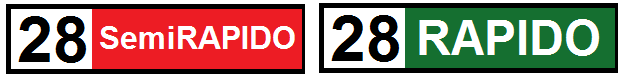
Cartelera de los servicios Semirapido y Rápido

- 1: Puente La Noria - Ciudad Universitaria
- 2: Puente La Noria - Ciudad Universitaria
- 3: Retiro - La Salada / Barrio José Hernández (La Matanza) (Por Av. Roca)

#### A tener en cuenta en los servicios Semirápido y Rápido
- En los Servicios Semirápidos aparecen en la ramalera la letra "S" en fondo rojo (a la izquierda), y el destino (a la derecha)
- En los Servicios Rápidos aparecen en la ramalera el número del ramal (1, 2 y 3) en fondo rojo para el ramal 1 y verde para el 2(a la izquierda), y el destino (a la derecha).